# Kristina Adolphson
Pour les articles homonymes, voir Adolphson.
Kristina (Margareta) Adolphson est une actrice suédoise, née le 2 septembre 1937 à Stockholm.

## Biographie
Fille de l'acteur Edvin Adolphson (1893-1979), elle débute adolescente — un petit rôle non crédité — au cinéma à ses côtés, dans Elle n'a dansé qu'un seul été d'Arne Mattsson (1951, avec Ulla Jacobsson et Folke Sundquist).
Suivent seulement quinze autres films suédois disséminés jusqu'en 1988, dont quatre réalisations d'Ingmar Bergman, notamment Face à face (1976, avec Liv Ullmann et Erland Josephson) ainsi que Fanny et Alexandre (son avant-dernier film, 1982, avec Ewa Fröling et Jan Malmsjö). Citons également Le Jardin des plaisirs d'Alf Kjellin (1961, avec Gunnar Björnstrand et Bibi Andersson).
Pour la télévision, entre 1959 et 1996, elle contribue à cinq séries et douze téléfilms. Parmi ces derniers, mentionnons Les Deux Bienheureux d'Ingmar Bergman (1986, avec Harriet Andersson et Christina Schollin) et Entretiens privés de Liv Ullmann (son dernier rôle à l'écran, 1996, avec Pernilla August et Max von Sydow).
Très active au théâtre, Kristina Adolphson étudie entre 1955 et 1958 à la Dramatens elevskola, l'école du théâtre dramatique royal de Stockholm (Kungliga Dramatiska Teatern en suédois, abrégé Dramaten).
Dès 1956 et jusqu'en 2009, elle interprète plus de cent pièces au Dramaten, où elle retrouve parfois Ingmar Bergman à la mise en scène. Évoquons Dom Juan ou le Festin de pierre de Molière (1958, avec Anita Björk et Jarl Kulle), La Mouette d'Anton Tchekhov (1961, avec Eva Dahlbeck, Ulf Palme et Christina Schollin), Troïlus et Cressida de William Shakespeare (1967, avec Max von Sydow et Anita Wall), Une maison de poupée d'Henrik Ibsen (1972, avec Bibi Andersson), Le Songe d'August Strindberg (1986, avec Lena Olin et Marie Richardson), ou encore Noces de sang de Federico García Lorca (1993, avec Gunnel Lindblom, Mona Malm et Marie Richardson).

## Filmographie partielle

### Cinéma
- 1951 : Elle n'a dansé qu'un seul été (Hon dansade en sommar) d'Arne Mattsson : une adolescente se maquillant
- 1955 : Enhörningen de Gustaf Molander : Louise von Klitzow
- 1956 : Sista paret ut d'Alf Sjöberg : une étudiante
- 1956 : Sceningång de Bengt Ekerot : une étudiante jouant
- 1958 : Au seuil de la vie (Nära livet) d'Ingmar Bergman : une infirmière
- 1960 : L'Œil du diable (Djävulens öga) d'Ingmar Bergman : la femme voilée
- 1961 : Le Jardin des plaisirs (Lustgården) d'Alf Kjellin : Astrid Skog
- 1976 : Face à face (Ansikte mot ansikte) d'Ingmar Bergman : l'infirmière Veronica
- 1980 : Fais donc l'amour, on n'en meurt pas ! (Marmeladupproret) d'Erland Josephson : Aina
- 1982 : Fanny et Alexandre (Fanny och Alexander) d'Ingmar Bergman : Siri (servante de la maison Ekdahl)

### Télévision
(téléfilms)
- 1962 : Dödens arlekin de Bengt Ekerot : rôle non spécifié
- 1965 : Don Juan d'Ingmar Bergman : Elvire / le fantôme
- 1986 : Les Deux Bienheureux (De två saliga) d'Ingmar Bergman : l'infirmière
- 1996 : Entretiens privés (Enskilda samtal) de Liv Ullmann : Maria

## Théâtre au Dramaten (sélection)
- 1956 : La Savetière prodigieuse (Den galanta skomakarfrun) de Federico García Lorca, mise en scène de Mimi Pollak, décors de Marik Vos-Lundh : Violetta
- 1956 : Aina de Sara Lidman, mise en scène d'Alf Sjöberg : une infirmière
- 1957 : Léa et Rachel (Lea och Rakel) de Vilhelm Moberg, mise en scène de Rune Carlsten : Silpa
- 1957 : Altitude 3200 (Ungdom i fjällen) de Julien Luchaire, mise en scène de Mimi Pollak : Sonia
- 1957 : Le Fantôme de Canterville (Spöket på Canterville), adaptation de la nouvelle homonyme d'Oscar Wilde : Mme Umney
- 1957 : Drottningens juvelsmycke de Carl Jonas Love Almqvist, mise en scène d'Alf Sjöberg : Mlle Julie / Magdalena Rudensköld
- 1957 : Émile et les Détectives (Emil och detektiverna), adaptation du roman homonyme d'Erich Kästner : Mme Landberg
- 1958 : Dom Juan ou le Festin de pierre (Don Juan eller Stengästen) de Molière, mise en scène d'Alf Sjöberg : un masque
- 1958 : Robin des Bois (Robin Hood) d'Owen Davis : Lady Jane
- 1958 : Mesure pour mesure (Lika för lika) de William Shakespeare, mise en scène d'Alf Sjöberg : Mariana
- 1959 : La Valse des toréadors (Toreadorvalsen) de Jean Anouilh, mise en scène de Mimi Pollak : la nouvelle femme de chambre
- 1959 : La Plus Forte (Den starkare) d'August Strindberg, mise en scène de Bengt Ekerot : Mme Y
- 1959 : La Puissance des ténèbres (Mörkrets makt) de Léon Tolstoï, mise en scène d'Alf Sjöberg, costumes de Marik Vos-Lundh : Marina
- 1959 : Le Bourgeois gentilhomme (Borgare och adelsman) de Molière, mise en scène de Bengt Ekerot : Lucile
- 1959 : Les Jours heureux (Lyckliga dagar) de Claude-André Puget, décors de Marik Vos-Lundh : Marianne
- 1960 : Les Troyennes (Trojanskorna) d'Euripide, décors et costumes de Marik Vos-Lundh : Athéna
- 1960 : Un ennemi du peuple (En folkfiende) d'Henrik Ibsen : Petra
- 1961 : La Mouette (Måsen) d'Anton Tchekhov, mise en scène d'Ingmar Bergman, décors et costumes de Marik Vos-Lundh : Macha
- 1961 : Yerma de Federico García Lorca, mise en scène de Bengt Ekerot, décors et costumes de Marik Vos-Lundh : Maria
- 1962 : La Sonate des spectres (Spöksonaten) d'August Strindberg : la cuisinière / la concierge
- 1963 : Sagan de Hjalmar Bergman, mise en scène d'Ingmar Bergman : Rose
- 1964 : La Tempête (Övader) d'August Strindberg, décors et costumes de Marik Vos-Lundh : Louise
- 1964 : Après la chute (Efter syndafallet) d'Arthur Miller : Louise
- 1965 : Dom Juan ou le Festin de pierre (Don Juan) de Molière, mise en scène d'Ingmar Bergman : Elvire / le fantôme (+ adaptation téléfilmée, même année : voir filmographie ci-dessus)
- 1965 : Marat-Sade (Mordet på Marat) de Peter Weiss : Simone Évrard
- 1965 : Faust de Johann Wolfgang von Goethe : Marguerite
- 1966 : Maître Puntila et son valet Matti (Herr Puntila och hans dräng Matti) de Bertolt Brecht, mise en scène d'Alf Sjöberg : l'opératrice téléphonique
- 1967 : La Cerisaie (Körsbärsträdgården) d'Anton Tchekhov, décors et costumes de Marik Vos-Lundh : Varia
- 1967 : Troïlus et Cressida (Troilus och Cressida) de William Shakespeare, mise en scène d'Alf Sjöberg : Andromaque
- 1967 : La vie est un songe (Livet en dröm) de Pedro Calderón de la Barca : Estrella
- 1968 : Liebelei d'Arthur Schnitzler, mise en scène d'Ulf Palme : Christine
- 1968 : Le Malade imaginaire (Den inbillningssjuke) de Molière : Béline
- 1969 : Little Murders (Små små mord) de Jules Feiffer : Patsy Newquist
- 1969 : Les Trois Sœurs (Tre systrar) d'Anton Tchekhov : Irina
- 1970 : Le Songe (Ett drömspel) d'August Strindberg, mise en scène d'Ingmar Bergman : la fille d'Indra
- 1971 : Show de Lars Forssell, mise en scène d'Ingmar Bergman : Liliane
- 1972 : Une maison de poupée (Ett dockhem) d'Henrik Ibsen : Kristine Linde
- 1973 : Capitaine de Köpenick (Kaptenen från Köpenick) de Carl Zuckmayer : Mme Kessler
- 1974 : La Maison de Bernarda Alba (Bernardas hus) de Federico García Lorca : Angustias
- 1975 : Bürger Schippel (Borgare Schippel) de Carl Sternheim : Jenny
- 1976 : Gropen, ett spel om svek de Kent Andersson : Anna
- 1976 : Un mois à la campagne (En månad på landet) d'Ivan Tourgueniev, décors de Marik Vos-Lundh : Lizaveta Bogdanovna
- 1977 : Gudar och människor de Willy Kyrklund : Andrea
- 1981 : Pâques (Påsk) d'August Strindberg : Kristina
- 1982 : Colombine, dufvan från Skåne de Carl Jonas Love Almqvist : la comtesse / la femme du sacristain
- 1983 : La Mouette (Måsen) d'Anton Tchekhov, mise en scène de Gunnel Lindblom : Polina
- 1983 : Top Girls de Caryl Churchill : la papesse Jeanne / Louise
- 1986 : Une sorte d'Alaska (Som i Alaska) d'Harold Pinter : Helen
- 1986 : Le Songe (Ett drömspel) d'August Strindberg, mise en scène d'Ingmar Bergman, décors de Marik Vos-Lundh : la concierge
- 1986 : L'Orchestre (Damorkestern) de Jean Anouilh, décors de Mago : Suzanne Delicia
- 1986 : Amorinas dikt de Carl Jonas Love Almqvist : une femme
- 1987 : Le Condamné à mort (Den dödsdömde) de Stig Dagerman : la première journaliste
- 1988 : Kronbruden d'August Strindberg, mise en scène de Peter Stormare : la mère de Kersti
- 1988 : L'Opéra de quat'sous (Tolvskillingsoperan) de Bertolt Brecht, sur une musique Kurt Weill : Celia Peachum
- 1989 : Hittebarnet d'August Blanche, décors de Mago : une infirmière
- 1989 : Kalos i Lönneberga d'Astrid Lindgren : Lill-Klossan
- 1990 : En skugga de Hjalmar Bergman : la mère de Bruden
- 1991 : Peer Gynt d'Henrik Ibsen, mise en scène d'Ingmar Bergman : Tove / Kari / une pleureuse
- 1992 : Danser à Lughnasa (Augustidansen) de Brian Friel : Kate
- 1993 : Le Pélican (Pelikanen) d'August Strindberg : Margret
- 1993 : Noces de sang (Blodsbröllop) de Federico García Lorca : la belle-mère
- 1994 : Le Conte d'hiver (Vintersagan) de William Shakespeare, mise en scène d'Ingmar Bergman : le temps
- 1994 : Ivanov d'Anton Tchekhov : Advotia Nazarovna
- 1995 : Yvonne, princesse de Bourgogne (Yvonne) de Witold Gombrowicz, mise en scène d'Ingmar Bergman : la reine
- 1997 : Les Troyennes (Trojanskorna) d'Euripide : une captive troyenne
- 2002 : Festen de Thomas Vinterberg (adaptation du film homonyme de 1998) : la grand-mère
- 2003 : Farmor och Vår herre de Hjalmar Bergman : Lova
- 2006 : La Cueillette des fleurs (Blomsterplockarna) d'Erland Josephson : Stava
- 2008 : Oncle Vania (Onkel Vanja) d'Anton Tchekhov : Maria Vassilievna Voïnitzika
- 2009 : Les Dames de Niskala (Kvinnorna på Niskavuori) d'Hella Wuolijoki : la doyenne